# Семёнова, Нина Артёмовна
Нина Артёмовна Семёнова (17 февраля 1931, Ольша, Смоленский район — 15 августа 1996, Смоленск) — советский и российский писатель, драматург, сценарист.

## Биография
Родилась в деревне Ольша. Училась в Ольшанской средней школе. Затем семья переехала в Смоленск, где будущую писательницу застала Великая Отечественная война. После войны окончила среднюю железнодорожную школу в Смоленске, потом — Московский университет.
Работала учителем в деревне Мазальцево Смоленского района, корреспондентом Смоленского радиокомитета, редактором литературно-музыкальных передач смоленского радио.
Окончила Высшие сценарные курсы. Участвовала в Ленинградском совещании молодых прозаиков и в семинаре молодых драматургов в Москве. В 1963 году принята в Союз писателей СССР. В 1991 году возглавила Смоленскую областную организацию Союза писателей России. В 1995 году стала лауреатом Всероссийской литературной премии имени А. Т. Твардовского.
Рассказы Н. А. Семеновой печатались в журналах «Огонёк», «Молодой колхозник», альманахе «Литературный Смоленск», во многих газетах. Первый сборник рассказов «Ленкина береза» вышел в свет в 1959 году, второй сборник «Мояника» — в 1966 году. В последующие годы были изданы книги «Февраль — кривые дороги», «В воскресенье рано утром», «Радуга в пасмурный день», «Круглая молния», сборник пьес «Печка на колесе».
Наибольшую популярность имела пьеса «Печка на колесе», которая неоднократно ставилась на сцене Смоленского драматического театра, а также в других театрах страны и за рубежом, в том числе в Болгария, Греции, Чехословакии и Японии.
По сценариям Н. А. Семёновой были сняты фильмы «Байка», «Птицам крылья не в тягость», «Золотая свадьба», «Белый аист летит».
Книги:
- Печка на колесе : Пьесы / Нина Семенова. - М. : Сов. писатель, 1989. - 287,[1] с.; 20 см.; ISBN 5-265-00060-7 :
- Круглая молния : Повести и рассказы / Нина Семенова. - М. : Современник, 1982. - 303 с.; 22 см. - (Новинки "Современника").; ISBN В пер.
- Февраль - кривые дороги [Текст] : Повести и рассказы. - Москва : Моск. рабочий, 1973. - 207 с. : ил.; 20 см.
- Ленкина березонька [Текст] : [Рассказы]. - Смоленск : Кн. изд-во, 1959. - 94 с. : ил.; 20 см.
- Мояника [Текст] : Рассказы. - Москва : Моск. рабочий, 1966. - 132 с. : ил.; 20 см.
- Радуга в пасмурный день : Повести и рассказы / Нина Семеновна. - М. : Моск. рабочий, 1980. - 350 с.; 20*10 см. - (Родная сторона).
- В воскресенье рано утром [Текст] : Повести и рассказы / Нина Семенова ; [Худож. Ю.Ф. Алексеева]. - Москва : Сов. писатель, 1977. - 288 с. : ил.; 20 см.

Умерла 15 августа 1996 года. Похоронена на Гурьевском кладбище в Смоленске.